# Amphineurus fatuus
Amphineurus fatuus är en tvåvingeart som först beskrevs av Frederick Wollaston Hutton 1902.  Amphineurus fatuus ingår i släktet Amphineurus och familjen småharkrankar. Inga underarter finns listade i Catalogue of Life.